# Grand Prix automobile d'Atlanta 2005
Navigation
Édition précédente
Le Grand Prix d'Atlanta 2005, disputé sur le 17 avril 2005 sur le circuit de Road Atlanta est la deuxième manche de American Le Mans Series 2005.

## Course

### Classement de l'épreuve
| Pos.   | Catégorie | no | Écurie                                      | Pilotes                                            | Châssis                     | Pneus | Tours |
| Pos.   | Catégorie | no | Écurie                                      | Pilotes                                            | Moteur                      | Pneus | Tours |
| ------ | --------- | -- | ------------------------------------------- | -------------------------------------------------- | --------------------------- | ----- | ----- |
| 1      | LMP1      | 1  | ADT Champion Racing                         | Marco Werner JJ Lehto                              | Audi R8                     | M     | 112   |
| 1      | LMP1      | 1  | ADT Champion Racing                         | Marco Werner JJ Lehto                              | Audi 3.6L Turbo V8          | M     | 112   |
| 2      | LMP1      | 20 | Dyson Racing                                | Chris Dyson Andy Wallace                           | MG-Lola EX257               | M     | 112   |
| 2      | LMP1      | 20 | Dyson Racing                                | Chris Dyson Andy Wallace                           | MG (AER) XP20 2.0L Turbo I4 | M     | 112   |
| 3      | LMP1      | 2  | ADT Champion Racing                         | Frank Biela Emanuele Pirro                         | Audi R8                     | M     | 111   |
| 3      | LMP1      | 2  | ADT Champion Racing                         | Frank Biela Emanuele Pirro                         | Audi 3.6L Turbo V8          | M     | 111   |
| 4      | LMP2      | 37 | Telesis Intersport Racing                   | Jon Field Clint Field                              | Lola B05/40                 | G     | 108   |
| 4      | LMP2      | 37 | Telesis Intersport Racing                   | Jon Field Clint Field                              | AER P07 2.0L Turbo I4       | G     | 108   |
| 5      | GT1       | 3  | Corvette Racing                             | Ron Fellows Johnny O'Connell                       | Chevrolet Corvette C6.R     | M     | 108   |
| 5      | GT1       | 3  | Corvette Racing                             | Ron Fellows Johnny O'Connell                       | Chevrolet 7.0L V8           | M     | 108   |
| 6      | GT1       | 4  | Corvette Racing                             | Oliver Gavin Olivier Beretta                       | Chevrolet Corvette C6.R     | M     | 107   |
| 6      | GT1       | 4  | Corvette Racing                             | Oliver Gavin Olivier Beretta                       | Chevrolet 7.0L V8           | M     | 107   |
| 7      | GT1       | 35 | Maserati Corse Risi Competizione            | Andrea Bertolini Fabrizio de Simone                | Maserati MC12               | P     | 107   |
| 7      | GT1       | 35 | Maserati Corse Risi Competizione            | Andrea Bertolini Fabrizio de Simone                | Maserati 6.0L V12           | P     | 107   |
| 8      | GT1       | 63 | ACEMCO Motorsports                          | Terry Borcheller Johnny Mowlem                     | Saleen S7-R                 | M     | 107   |
| 8      | GT1       | 63 | ACEMCO Motorsports                          | Terry Borcheller Johnny Mowlem                     | Ford 7.0L V8                | M     | 107   |
| 9      | GT1       | 5  | Pacific Coast Motorsports                   | Alex Figge Ryan Dalziel                            | Chevrolet Corvette C5-R     | Y     | 106   |
| 9      | GT1       | 5  | Pacific Coast Motorsports                   | Alex Figge Ryan Dalziel                            | Chevrolet 7.0L V8           | Y     | 106   |
| 10     | LMP1      | 16 | Dyson Racing                                | Butch Leitzinger James Weaver                      | MG-Lola EX257               | M     | 105   |
| 10     | LMP1      | 16 | Dyson Racing                                | Butch Leitzinger James Weaver                      | MG (AER) XP20 2.0L Turbo I4 | M     | 105   |
| 11     | GT2       | 50 | Panoz Motor Sports                          | Bill Auberlen Robin Liddell                        | Panoz Esperante GT-LM       | P     | 105   |
| 11     | GT2       | 50 | Panoz Motor Sports                          | Bill Auberlen Robin Liddell                        | Ford (Elan) 5.0L V8         | P     | 105   |
| 12     | GT2       | 23 | Alex Job Racing                             | Timo Bernhard Romain Dumas                         | Porsche 911 GT3-RSR         | M     | 105   |
| 12     | GT2       | 23 | Alex Job Racing                             | Timo Bernhard Romain Dumas                         | Porsche 3.6L Flat-6         | M     | 105   |
| 13     | GT2       | 31 | Petersen Motorsports White Lightning Racing | Jörg Bergmeister Patrick Long                      | Porsche 911 GT3-RSR         | M     | 104   |
| 13     | GT2       | 31 | Petersen Motorsports White Lightning Racing | Jörg Bergmeister Patrick Long                      | Porsche 3.6L Flat-6         | M     | 104   |
| 14     | GT1       | 71 | Carsport America                            | Michele Rugolo Tom Weickardt                       | Dodge Viper GTS-R           | P     | 103   |
| 14     | GT1       | 71 | Carsport America                            | Michele Rugolo Tom Weickardt                       | Dodge 8.0L V10              | P     | 103   |
| 15     | GT2       | 45 | Flying Lizard Motorsports                   | Jon Fogarty Johannes van Overbeek                  | Porsche 911 GT3-RSR         | M     | 103   |
| 15     | GT2       | 45 | Flying Lizard Motorsports                   | Jon Fogarty Johannes van Overbeek                  | Porsche 3.6L Flat-6         | M     | 103   |
| 16     | GT2       | 24 | Alex Job Racing                             | Ian Baas Randy Pobst                               | Porsche 911 GT3-RSR         | M     | 102   |
| 16     | GT2       | 24 | Alex Job Racing                             | Ian Baas Randy Pobst                               | Porsche 3.6L Flat-6         | M     | 102   |
| 17     | LMP2      | 8  | B-K Motorsports                             | Guy Cosmo James Bach                               | Courage C65                 | G     | 102   |
| 17     | LMP2      | 8  | B-K Motorsports                             | Guy Cosmo James Bach                               | Mazda R20B 2.0L 3-rotor     | G     | 102   |
| 18     | GT2       | 79 | J3 Racing                                   | Justin Jackson Niclas Jönsson                      | Porsche 911 GT3-RSR         | P     | 102   |
| 18     | GT2       | 79 | J3 Racing                                   | Justin Jackson Niclas Jönsson                      | Porsche 3.6L Flat-6         | P     | 102   |
| 19     | GT2       | 43 | BAM!                                        | Sascha Maassen Tony Burgess                        | Porsche 911 GT3-RSR         | Y     | 101   |
| 19     | GT2       | 43 | BAM!                                        | Sascha Maassen Tony Burgess                        | Porsche 3.6L Flat-6         | Y     | 101   |
| 20     | GT2       | 44 | Flying Lizard Motorsports                   | Lonnie Pechnik Seth Neiman                         | Porsche 911 GT3-RSR         | M     | 101   |
| 20     | GT2       | 44 | Flying Lizard Motorsports                   | Lonnie Pechnik Seth Neiman                         | Porsche 3.6L Flat-6         | M     | 101   |
| 21     | GT2       | 51 | Panoz Motor Sports                          | Bryan Sellers Scott Maxwell                        | Panoz Esperante GT-LM       | P     | 92    |
| 21     | GT2       | 51 | Panoz Motor Sports                          | Bryan Sellers Scott Maxwell                        | Ford (Elan) 5.0L V8         | P     | 92    |
| 22     | GT2       | 78 | J3 Racing                                   | Rick Skelton Michael Cawley                        | Porsche 911 GT3-RS          | P     | 90    |
| 22     | GT2       | 78 | J3 Racing                                   | Rick Skelton Michael Cawley                        | Porsche 3.6L Flat-6         | P     | 90    |
| 23     | LMP2      | 19 | Van der Steur Racing                        | Gunnar van der Steur Eric van der Steur Ben Devlin | Lola B2K/40                 | D     | 85    |
| 23     | LMP2      | 19 | Van der Steur Racing                        | Gunnar van der Steur Eric van der Steur Ben Devlin | AER (Nissan) 3.0L V6        | D     | 85    |
| 24 DNF | LMP2      | 10 | Miracle Motorsports                         | Jeff Bucknum Chris McMurry John Macaluso           | Courage C65                 | K     | 50    |
| 24 DNF | LMP2      | 10 | Miracle Motorsports                         | Jeff Bucknum Chris McMurry John Macaluso           | AER P07 2.0L Turbo I4       | K     | 50    |